# Geranium unguiculatum
Geranium unguiculatum är en näveväxtart som beskrevs av Harold Emery Moore. Geranium unguiculatum ingår i släktet nävor, och familjen näveväxter. Inga underarter finns listade i Catalogue of Life.